# Adriana Sabo
Adriana Sabo (rođena 1989. u Beogradu) je srpska muzikološkinja i istraživačica, specijalizovana za kulturnu istoriju i popularnu muziku Balkana.

## Biografija

### Obrazovanje i akademska karijera
Godine 2007. Adriana je završila je srednju muzičku školu "Mokranjac", a 2012. godine master studije muzikologije na Fakultetu muzičke umetnosti u Beogradu. Paralelno, 2011. godine upisala je i master studije roda na Fakultetu političkih nauka u Beogradu. Tokom studija aktivno je učestvovala na okruglim stolovima, simpozijumima u Beogradu, Kragujevcu, Ljubljani, Dubrovniku i Banjaluci, a objavljivala je radove u studentskim zbirkama, časopisu „Genero", u izdanjima „Beton“ i u emisiji „Hronika“ Trećeg programa Radio Beograda.
Adriana je doktorandkinja iz muzikologije i kulturne istorije na Podiplomskoj školi ZRC SAZU u Ljubljani, pod mentorstvom prof. dr. Ane Hofman, u okviru doktorskog programa „Komparativne studije ideja i kultura“

### Istraživački interesi
Njeno istraživanje se fokusira na mehanizme industrije popularne muzike na Balkanu, s posebnim naglaskom na produkciju i konstrukciju ženskosti i feminizama unutar neoliberalnih okvira. U centru njenog rada nalaze se popularne ženske izvođačice iz Srbije i regiona, kao što su Teodora Džehverović, Mimi Mercedez, Sajsi MC i Senidah.

### Stil i doprinos
Adriana Sabo se bavi analizom popularne muzike kroz prizmu kulturnih i rodnih konstrukcija, kombinujući teorijske okvire postfeminizma, neoliberalizma i feminističke muzičke teorije. Njen doktorski rad istražuje kako se kroz komercijalnu muziku proizvode određeni obrasci „osnažene ženstvenosti“, uz korišćenje analize teksta, videa, intervjua i sadržaja na društvenim mrežama.
Adriana je značajno doprinela razumevanju popularne kulture i ženskih reprezentacija u muzici na Balkanu. Njeni radovi nude kritički uvid u savremene rodne paradigme i njihovu interakciju sa tržištem muzike, što je tema manje zastupljena u regionalnoj muziološkoj literaturi.

## Izabrane publikacije
- „What Moves the World, Moves My Ass as Well’: Mimi Mercedez as an Anti-heroine of Postsocialist Serbia“ [4]
- „I'm a feminist, do you hate me?’: Constructions of Feminism by Sajsi MC“ [5]
- Analiza pojma „female music“ u posleratnoj Srbiji [6]
- „Connections Between Feminist Musicology, Liberalism and Postfeminism“ [7]
- „From performance to the performative: A few notes on the relationship between music and gender"[8]
- „Međunarodna tribina kompozitorki? Mogući pogled na položaj kompozitorki u okviru domaće muzičke scene"[9]